# Maast-et-Violaine
Maast-et-Violaine ist eine französische Gemeinde mit 133 Einwohnern (Stand: 1. Januar 2022) im Département Aisne in der Region Hauts-de-France (frühere Region: Picardie). Sie gehört zum Arrondissement Soissons und zum Kanton Villers-Cotterêts.

## Geographie
Die aus den beiden namengebenden Ortsteilen bestehende Gemeinde liegt am Ru de Violaine, einem der Quellbäche der Crise, die der Aisne zufließt, rund 15 Kilometer südöstlich von Soissons. Nachbargemeinden von Maast-et-ViolaineSerches im Norden, Lesges und Cuiry-Housse im Osten, Arcy-Sainte-Restitue im Süden, Muret-et-Crouttes im Südwesten sowie Nampteuil-sous-Muret im Westen.

## Bevölkerungsentwicklung
| Jahr                       | 1962 | 1968 | 1975 | 1982 | 1990 | 1999 | 2006 | 2012 | 2022 |
| Einwohner                  | 213  | 194  | 143  | 159  | 157  | 155  | 159  | 151  | 133  |
| Quellen: Cassini und INSEE |      |      |      |      |      |      |      |      |      |

## Sehenswürdigkeiten
- Kirche Saint-Martin aus dem 12., 13. und 16. Jahrhundert, 1922 als Monument historique klassifiziert (Base Mérimée PA00115797).

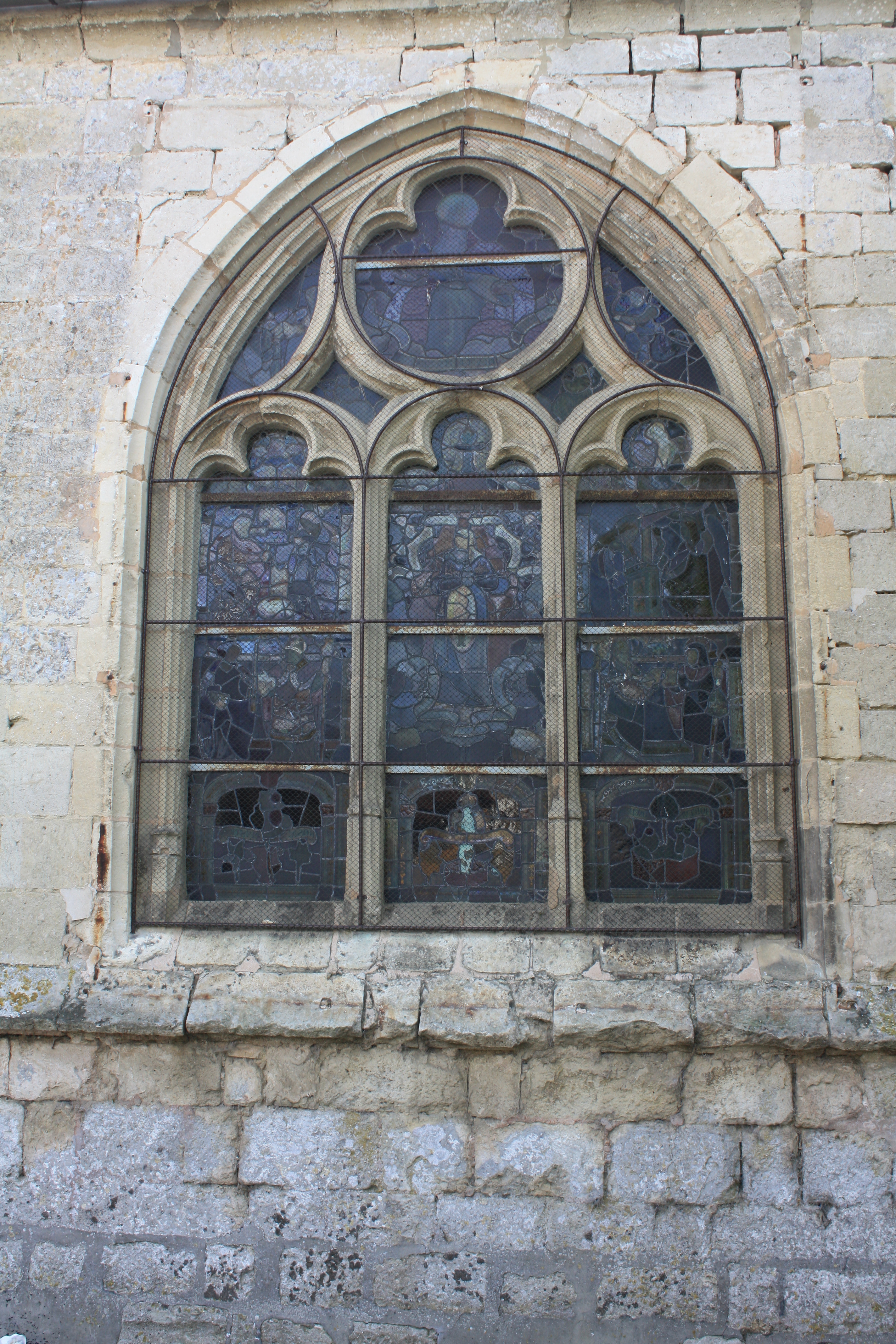
Detail der Kirche
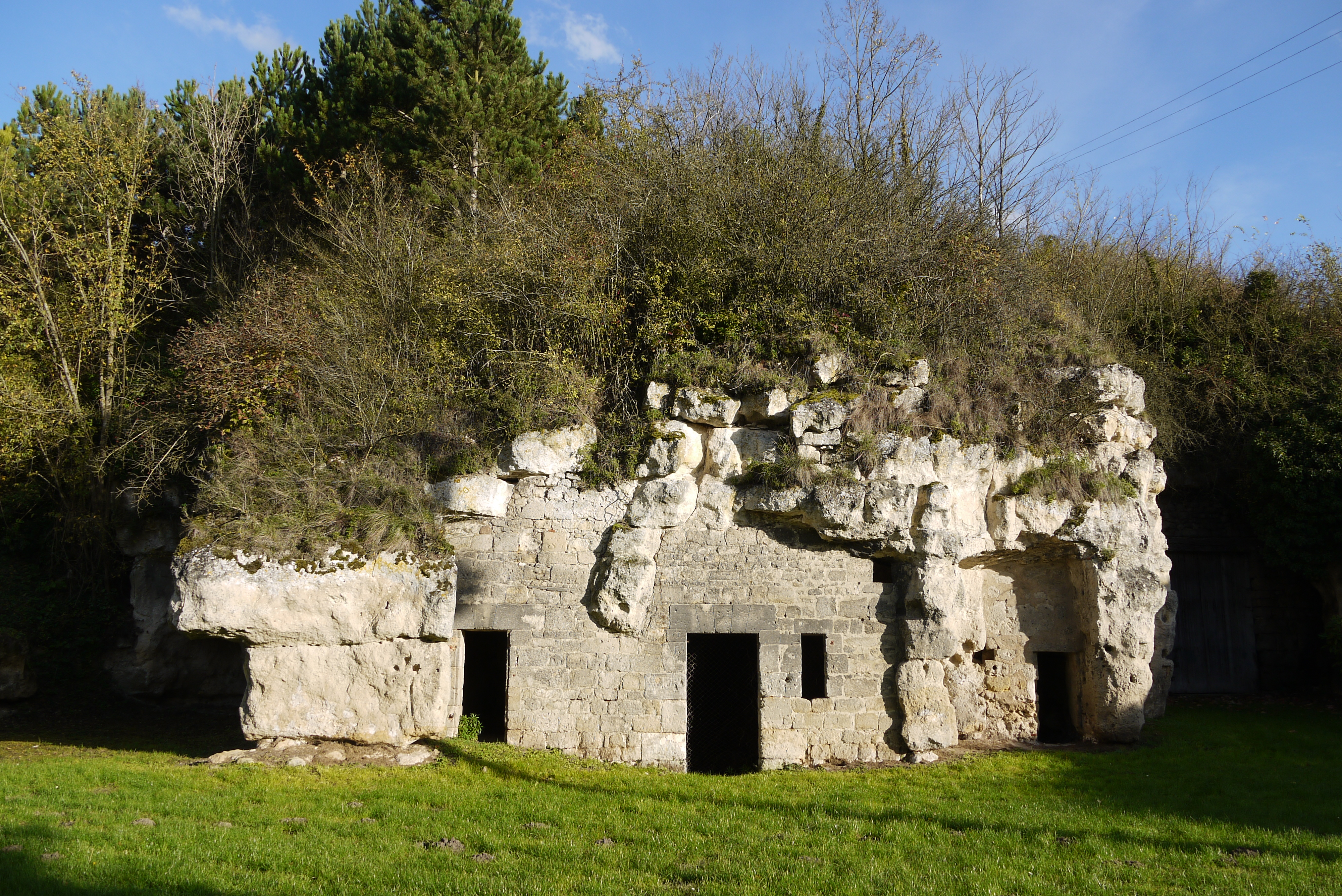
Höhlen in Violaine